# دونالد کمل
دونالد کمل (انگلیسی: Donald Cammell؛ ۱۷ ژانویهٔ ۱۹۳۴ – ۲۴ آوریل ۱۹۹۶) یک کارگردان، و فیلم‌نامه‌نویس اهل بریتانیا بود.